# Right Here (canción de Staind)
«Right Here» es una canción de la banda estadounidense Staind. Fue lanzado el 7 de junio de 2005 como el tercer sencillo de su quinto álbum Chapter V.
Alcanzó el puesto número 1 en la lista Billboard Hot Mainstream Rock Tracks como los anteriores. La canción también fue utilizada en un paquete de video por World Wrestling Entertainment que conmemoró al luchador Edge después de ganar su primer Campeonato de la WWE.

## Video musical
El video musical presenta a los cuatro miembros en una casa con cuatro habitaciones separadas. Las cámaras capturan a todos los miembros excepto Aaron Lewis en la misma sala tocando sus instrumentos, mientras que Lewis aparece en varias salas.

## Listado de canciones
1. "Right Here"
2. "Open Wide" (pista sin álbum)
3. "Come Again" (Demo)[6]

## Listas
| Listas (2005–2006)                                  | Posición más alta |
| --------------------------------------------------- | ----------------- |
| US Billboard Hot 100                                | 55                |
| Canciones Pop Billboard de EE. UU.                  | 99                |
| Estados Unidos Billboard Modern Rock Tracks         | 3                 |
| US Billboard Adult Pop Songs                        | 77                |
| US Billboard Adult Contemporary                     | 40                |
| Estados Unidos Billboard Hot Mainstream Rock Tracks | 1                 |
| US Billboard Pop 100                                | 19                |
| US Adult Top 40 ( Cartelera )                       | 15                |